# Kopia (sztuka)

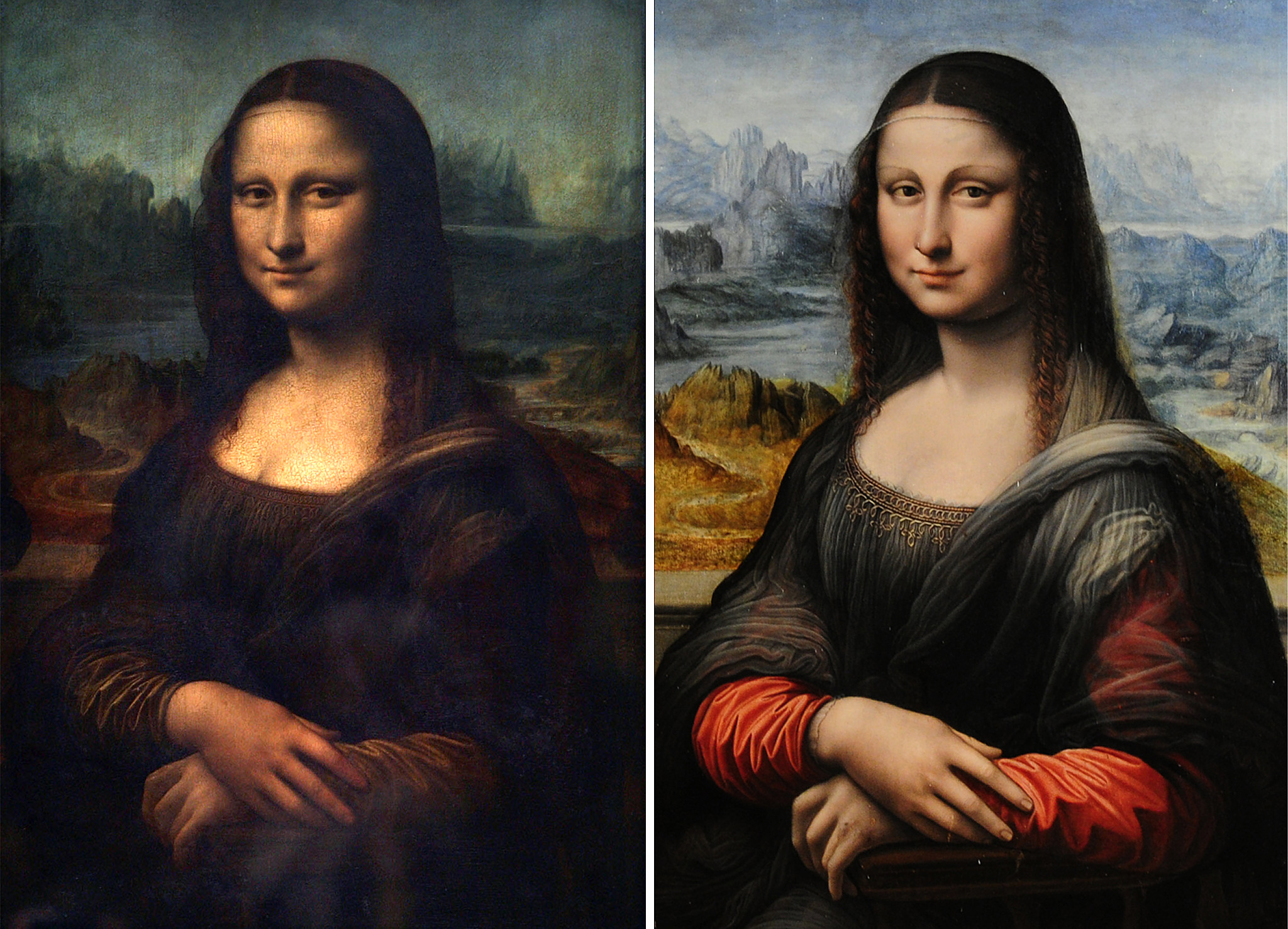
Po lewej: Mona Lisa Leonarda da Vinci, po prawej: jej odrestaurowana kopia z Prado. Uważa się, że kopia ta była wykonana pod okiem Leonarda da Vinci, prawdopodobnie w tym samym czasie, gdy powstawał oryginał, czyli w latach 1503-1506.

Kopia – dokładne powtórzenie wykonanego wcześniej dzieła (na przykład rzeźby, obrazu, obiektu architektonicznego), z tego samego (lub tańszego) materiału, przy zastosowaniu tej samej techniki, w tej samej skali. Kopia powinna być oznakowana, tak aby nie nosiła znamion fałszerstwa (nazwisko osoby sporządzającej kopię jest znane). 
Kopie wykonuje się w celach dydaktycznych, kolekcjonerskich, dla ochrony dzieła oryginalnego (na przykład kopię rzeźby, pomnika eksponuje się na wolnym powietrzu, a oryginał wystawia się w muzeum).